# Pozdišovce
Pozdišovce (in ungherese Pazdics) è un comune della Slovacchia facente parte del distretto di Michalovce, nella regione di Košice.